# Giorgio Manganelli
Giorgio Manganelli (Milán, 15 de noviembre de 1922 - Roma, 28 de mayo de 1990) fue un escritor italiano inclasificable. Además de sus prosas creadoras, ejerció también —y extensamente— como crítico literario, periodista, ensayista y traductor.

## Trayectoria
Aunque nacido en Milán, sus progenitores eran de Parma. La madre, Amelia Censi, era maestra, y el padre fue un procurador en la bolsa, de origen humilde. 
Manganelli estudió letras en la Universidad de Pavía. Su trabajo de licenciatura, Contributo critico allo studio delle dottrine politiche del '600 italiano, solo se publicó tras su muerte por Quodlibet, en 1999. 
Manganelli dio clases en la secundaria y luego de inglés, en la Universidad de Roma, hasta 1971. Fue lector de las más valiosas editoriales: Mondadori, Einaudi, Adelphi, Garzanti y Feltrinelli. Sobre todo, destacó por trabajos continuos en la prensa, en los que aportó sus conocimientos literarios y su punto de vista independiente.  Su influjo sobre la cultura italiana en el siglo XX fue considerable por su libertad sarcástica y su inteligencia.
Manganelli tradujo, especialmente, a Poe (a petición de Italo Calvino), que seguramente fue una referencia para su propia literatura. Fue un gran viajero, aficionado al norte de Europa, y llegó hasta China y Malasia, lo que se tradujo en unos cuantos volúmenes agudos, personales y llenos de contrastes narrativos.
Murió en 1990, en Roma, ciudad que era la suya desde hacía mucho: desde 1953. El valor de Lietta Manganelli, su hija retenida por la madre, al separarse ambos,  y poco a poco recobrada (desde que ella misma le escribió a los 14 años, y luego fue a verle), ha sido fundamental en la continua recuperación de sus papeles.

## Los libros
Este singular escritor comenzó en 1953 redactando críticas, y a veces conjeturas sobre escritores imaginarios. Su consagración en Italia como narrador se inicia ya con el primer libro, Hilarotragoedia, publicado en 1964 a los cuarenta años; lo escribió al haber tomado contacto con la enfermedad y la locura (entre 1947 y 1949). Otras obras de ficción de Manganelli fueron Centuria. Cien pequeñas novelas río (1979); A y B; y A los dioses ulteriores (1972)
Solo tras obtener el premio Viareggio, conseguido 1979 por Centuria, se empezó a traducirle al alemán y al castellano. Desde entonces se le ha considerado como un verdadero e inclasificable creador del siglo XX, si bien no se conoce nada bien el Manganelli ensayista y viajero, que es fundamental.
Al morir dejó sobre su mesa de trabajo, otros papeles, el manuscrito de La ciénaga definitiva, una de sus mejores y más desesperanzadas obras, que se publicó de manera póstuma. 
Fue además un verdadero maestro del género ensayístico, ya desde La literatura como mentira (1967). En 1994, con Il rumore sottile della prosa (al cuidado de Paola Italia), se han reunido sesenta ensayos breves (1966-1990), profundos, muy esclarecedores de su idea creadora y su sentido del humor. En 2007 salió Mammifero italiano, ed. por Marco Belpoliti, que recogía artículos, muy polémicos, de «Corriere della Sera» y «L'espresso», entre 1972 y 1989. Destacan además las críticas de arte de Salons (1987), por su gran cultura y originalidad interpretativa.
Entre los libros de viajes, hay que citar Experimento con la India; China y otros orientes, sobre el mundo de extremo oriente; La infinita trama de Alá, sobre sus viajes a países islámicos; La fábula pitagórica, retrato original de varias ciudades de Italia; La isla planeta y otros septentriones, sobre Suecia, Islandia, Finlandia, Dinamarca, Escocia, Alemania del norte y Noruega, entre 1971 y 1989. Luego, escribió una reflexión: De América (1989). 
En Antologia privata, Manganelli recogió, en 1989, su producción narrativa y crítica.

## El escritor
Junto con Umberto Eco, Edoardo Sanguineti y otros, Manganelli fue inicialmente una de los principales escritores surgidos de la Neovanguardia y del Gruppo 63 , las dos corrientes literarias italianas destacadas después de la Segunda Guerra Mundial. 
Pero fue apartándose de sus pautas programáticas de tipo experimental, si bien se situó —con un estilo expositivo muy elaborado y lleno de paradojas— en un espacio literario obsesivo, de apariencia abstracta pero cuyos referentes son marcadamente comprensibles y que tocan angustias o preocupaciones reales.
Manganelli, en su obra extensísima y variada, desarrolló una prosa barroca y riquísima, a veces difícil pero atractiva, rigurosa y absorbente. Por ello se dice que el protagonista de sus obras de ficción es ante todo el propio lenguaje. 
Estilista implacable y de una imaginación desbordante, se le ha comparado en ocasiones con Italo Calvino, que fue su mentor e impulsor inicial, Borges o Samuel Beckett, si bien todo ello es una aproximación que no llega en absoluto a definirle. Su modo de hacer es totalmente "Manganelli", un demistificador racional y visionario, un escritor de la 'mentira' en la literatura, un aparente 'bufón' (sus muchos amigos le llamaban "il Manga"), alguien que, según decía, eligió «en primer lugar ser inútil».
La confusión viscosa entre los órdenes de la realidad y la ficción, las parodias semi-teológicas sobre los muertos y el Infierno, los diálogos imposibles con hombres del pasado y la creación de mundos enrarecidos son algunos de los temas y elementos que trató de forma recurrente. Así en La noche, que es una exploración sobre la "sustancia noche", habla de una noche íntegra y compacta que tiene "la forma de un paralelepípedo", difícil de leer.
Pero su espacio literario no es el de lo 'incomunicable', finalmente, sino que resulta muy cercano y humorístico, si bien lleno de variaciones y de fugas inquietantes.
Sus ensayos, por su parte, se ciñen mucho a los asuntos abordados y son de una precisión y de un compromiso indudables. Sus libros de viajes son asimismo muy claros, ricos y poderosos visualmente.

## Obras

### Prosas
- Hilarotragoedia, 1964 (y Adelphi, 1987). Trad.: Hilarotragoedia, Siruela, 2006, prosa
- Agli dèi ulteriori, 1972. Trad.: A los dioses ulteriores, Anagrama, 1985 (incluye el Discurso sobre la dificultad de comunicar con los muertos).
- A e B, 1975. Trad.: A y B, Anagrama, 1986.
- Centuria, 1979. Trad.: Centuria. Cien breves novelas-río, Anagrama, 1982, reeditado en 2011.
- Dall inferno, póstumo. Trad.: Del infierno, Anagrama, 1991.
- Il presepio, 1992, póstumo; fantasía sobre la maquinaria del belén en la Navidad.
- La notte, 1996. Trad.: La noche, El Aleph, 1997. Edición de Salvatore Silvano.
- La palude definitiva, 1991. Trad.: La ciénaga definitiva, Siruela, 2002.
- Encomio del tiranno. Trad.: Encomio del tirano. Escrito con la única finalidad de hacer dinero, Siruela, 2003.
- Amore. Trad.: Amore, Siruela, 2008.
- Ti ucciderò, mia capitale. Relatos póstumos, Adelphi, 2011.

### Ensayos e intervenciones
- La letteratura come menzogna, 1967 (y Adelphi, 1985), ensayos críticos.  Trad.: La literatura como mentira, Dioptrías, 2014.
- Otello in Cassio governa a Cipro 1977, libro paralelo al texto de Shakespeare.
- Pinocchio. Un libro parallelo, 1977 (y Adelphi, 2002). Comentario o reescritura del libro sobre Pinocho de Collodi.
- Lunario dell'orfano sannita, 1973 (y Adelphi, 1991), artículos.
- Angosce di stile, 1981, prefacios.
- Laboriose inezie, 1986, ensayos críticos.
- Salons, Ricci, 1987 (y Adelphi, 2000), críticas de arte
- Nuovo comento, Adelphi, 1993, póstumo.
- Il rumore sottile della prosa, Adelphi, 1994, artículos.
- De America, 1998 (ed. por Luca Scarlini), sobre la cultura estadounidense.
- UFO e altri oggetti non identificati, 1972-90 (editado por Graziella Pulce, con introducción de 2003), sobre cultura fantástica.
- Tragedie da leggere', Bompiani, 2008 (ed. por Luca Scarlini), sobre teatro.
- Improvvisi per macchina da scrivere, 1989, artículos de 1973-1986, con noticias, apuntes de costumbres, lecturas, anécdotas.
- La penombra mentale. Interviste e conversazioni 1965-1990, Editori Riuniti, 2001.
- Estrosità rigorose di un consulente editoriale, Adelphi, 2016.

### Viajes
- Esperimento con l'India. Trad.: Experimento con la India, Alfóns El Magnánim-IVEI (Suplemento Debats, 50), 1994; El cuenco de plata, Buenos Aires, 2015.
- Cina e altri orienti, 1974
- L'infinita trama di Allah. Viaggi nell'Islam, 1973-1987 (2002, preparado por Graziella Pulce).
- La favola pitagorica, 2005, reportajes italianos.
- L'isola pianeta e altri settentrioni, 2006 (al cuidado de Andrea Cortellessa).